# ヒューリック銀座7丁目ビル
ヒューリック銀座7丁目ビルは、東京都中央区銀座7丁目に所在するオフィスビルである。

## 概要

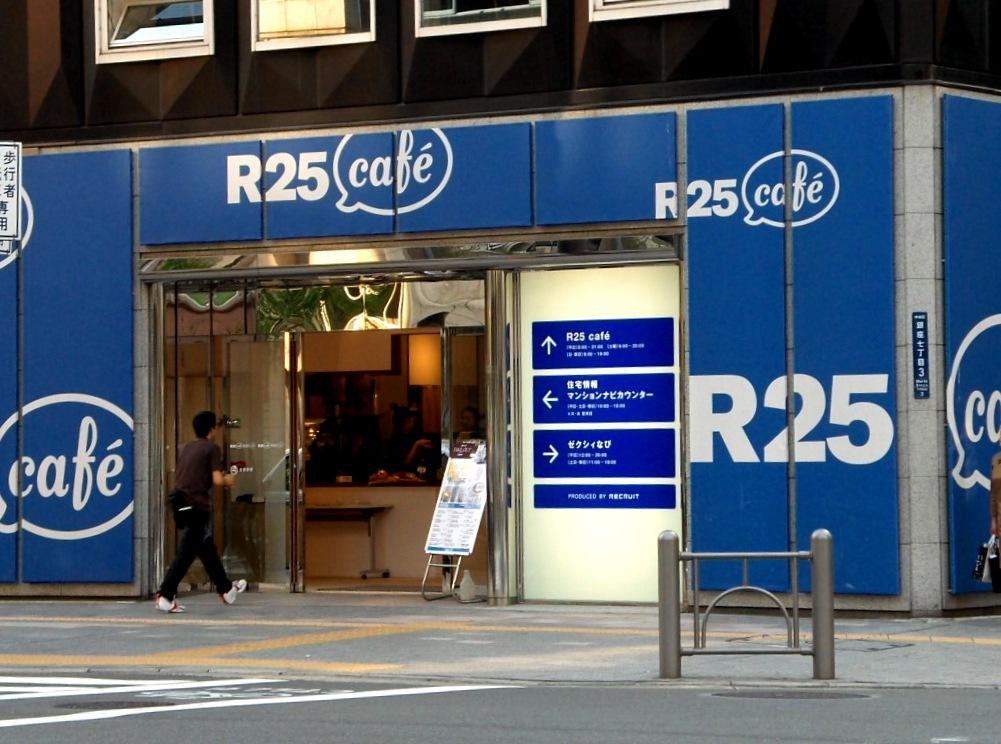
R25カフェ、2007年

1962年8月に、日本軽金属の本社として「日軽ビルディング」の名称で竣工した。外堀通りの銀座西6丁目交差点角に位置し、正方形の窓が連続する黒い壁面が外観の特徴である。1984年に、リクルートが建物を保有していた日軽不動産の全株式を取得（後日リクルートコスモスに合併）。リクルートGINZA7ビルに名称を改め、リクルートコスモス（現 コスモスイニシア）の本社が置かれた。2006年からは1階にR25cafeが営業した。
リクルートは2008年に、近接地のリクルートGINZA8ビルにあった本社を千代田区丸の内のグラントウキョウサウスタワーに移転し、都内11か所に分散したオフィスを本ビルとグラントウキョウ、GINZA8ビルの3か所に集約した。その後2012年1月27日付でGINZA7ビルを不動産デベロッパーのヒューリックに100億円で売却した。それ以降も、リクルートジョブズ本社やリクルートキャリアのオフィスなどが入居する。
リクルートはGINZA7ビルの隣接地にリクルートアネックス1ビルを所有していたが、2012年5月にヒューリックに売却している。
建設当時からの断熱素材としてカーテンウォール他に吹き付け石綿が充填されているが、環境測定の結果、良好に石綿が封じ込まれ安全であることが確認されている。